# Waikato International
Die Waikato International sind offene neuseeländische internationale Meisterschaften im Badminton. Austragungsort der Titelkämpfe ist Waikato. Bei den dokumentierten Austragungen seit 1998 konnten Punkte für die Weltrangliste und Preisgeld erspielt werden.

## Die Sieger
| Jahr      | Herreneinzel          | Dameneinzel       | Herrendoppel                            | Damendoppel                       | Mixed                                        |
| --------- | --------------------- | ----------------- | --------------------------------------- | --------------------------------- | -------------------------------------------- |
| 1998      | Nick Hall             | Li Feng           | David Bamford Peter Blackburn           | Tammy Jenkins Rhona Robertson     | Peter Blackburn Rhonda Cator                 |
| 1999      | Geoffrey Bellingham   | Rebecca Gordon    | David Bamford Peter Blackburn           | Rhonda Cator Amanda Hardy         | Peter Blackburn Rhonda Cator                 |
| 2003      | Agus Hariyanto        | Kanako Yonekura   | Hendri Kurniawan Saputra Denny Setiawan | Seiko Yamada Shizuka Yamamoto     | Sara Runesten-Petersen Daniel Shirley        |
| 2005      | John Moody            | Rachel Hindley    | Geoffrey Bellingham Craig Cooper        | Rebecca Bellingham Rachel Hindley | Sara Runesten-Petersen Daniel Shirley        |
| 2006      | John Moody            | Kaori Imabeppu    | Glenn Warfe Ross Smith                  | Ikue Tatani Aya Wakisaka          | Craig Cooper Renee Flavell                   |
| 2007      | Ashton Chen Yong Zhao | Fu Mingtian       | Wifqi Windarto Afiat Yuris Wirawan      | Yao Lei Liu Fan Frances           | Chayut Triyachart Shinta Mulia Sari          |
| 2008      | Ajay Jayaram          | Ayaka Takahashi   | Rei Sato Naomasa Senkyo                 | Ayaka Takahashi Koharu Yonemoto   | Henry Tam Donna Haliday                      |
| 2015      | Jacob Maliekal        | Joy Lai           | Matthew Chau Sawan Serasinghe           | Setyana Mapasa Gronya Somerville  | Sawan Serasinghe Setyana Mapasa              |
| 2016      | Nguyễn Tiến Minh      | Vũ Thị Trang      | Liu Wei-chen Yang Po-han                | Tiffany Ho Jennifer Tam           | Kevin Dennerly-Minturn Susannah Leydon-Davis |
| 2017      | Erik Meijs            | Brittney Tam      | Su Li-wei Ye Hong-wei                   | Li Zi-qing Teng Chun-hsun         | Ricky Widianto Richi Puspita Dili            |
| 2018      | abgesagt              | abgesagt          | abgesagt                                | abgesagt                          | abgesagt                                     |
| 2019      | Nguyễn Tiến Minh      | Wang Siqi         | Xuheng Zhuanyi Zhang Binrong            | Hou Fangfang Li Jiajia            | Hiroki Midorikawa Natsu Saito                |
| 2020 2024 | nicht ausgetragen     | nicht ausgetragen | nicht ausgetragen                       | nicht ausgetragen                 | nicht ausgetragen                            |